# Cantó de Rumans d'Isèra-1
El cantó de Rumans d'Isèra-1 és un cantó francès del departament de la Droma, situat al districte de Valença. Té 5 municipis i part del de Rumans d'Isèra.

## Municipis
- Clérieux
- Geyssans
- Mours-Saint-Eusèbe
- Peyrins
- Rumans d'Isèra
- Saint-Bardoux

| Data d'elecció                           | Identitat        | Partit          | Qualitat |
| ---------------------------------------- | ---------------- | --------------- | -------- |
| 1951-1964                                | Paul Deval       | Centrista       |          |
| 1964-1970                                | Pierre Didier    | RI              |          |
| 1970-1982                                | Georges Fillioud | CIR, després PS |          |
| 1982-2001                                | Georges Durand   | UDF-PR          |          |
| 2001-                                    | Pierre Pieniek   | PRG             |          |
| les dades anteriors no són pas conegudes |                  |                 |          |